# Otacilia parva
Otacilia parva là một loài nhện trong họ Phrurolithidae.
Loài này thuộc chi Otacilia. Otacilia parva được Christa L. Deeleman-Reinhold miêu tả năm 2001.